# Mein Berg
Mein Berg é o décimo sexto single da banda alemã Unheilig. Foi lançado em 13 de março de 2015, sendo o segundo single do álbum "Gipfelstürmer".

## Lista de Faixas
| N.º            | Título                                                                           | Duração |  |
| 1.             | "Mein Berg" (Radio Edit)                                                         | 3:55    |  |
| 2.             | "Zeit zu gehen" (Extended)                                                       | 6:41    |  |
| 3.             | "Glück auf das leben" (Akustik Live Version von Clubkonzert Zell am See)         | 3:18    |  |
| 4.             | "Zwischen Licht und Schatten" (Akustik Live Version von Clubkonzert Zell am See) | 4:27    |  |
| 5.             | "Zeit zu gehen" (Akustik Live Version von Clubkonzert Zell am See)               | 4:20    |  |
| Duração total: | Duração total:                                                                   | 22:03   |  |

## Créditos
- Der Graf - Vocais/Composição/Letras/Produção
- Henning Verlage - Teclados/Programação/Produção
- Christopher "Licky" Termühlen - Guitarra
- Martin "Potti" Potthoff - Bateria/Percussão